# Zbunjeni
Zbunjeni , hrvatski glazbeni sastav iz Makarske.

## Povijest
Početkom 1990-tih u Makarskoj je skupina mladića osnovala sastav Zbunjeni ventilatori, što je odgovaralo (ne)talentu, glazbenom umijeću i zvuku koji su proizvodili, no publika ih je prihvaćala. Štaviše, svojim obradama punk, rock i ostalih žanrovskih standarda, postigli su i prvi uspjeh na lokalnoj sceni. Punk obradom šlagera Marijana postali su lokalna koncertna atrakcija. Slijedi zastoj, sastav je neko vrijeme bio neaktivan, promijenili su dio ljudi. Početkom 1999. godine nastupaju u postavi koja je bila stalna preko 10 godina, a sastav je promijenio ime u Zbunjeni. S obrada tuđih stvari prešli su na skladanje vlastitih pjesama. Koncem 1999. snimili su prvi demo-CD. Na sceni demonstracijskih izvođača dokazali su se bez medijske potpore i menadžera, a ugled su stekli samo vlastitom kvalitetnom glazbenom interpretacijom na žestokim koncertima od Makarske, do Zagreba, Splita, Slovenije. 2001. godine objavili su eponimni nastupni album za etiketu Sound & Vision. Promovirali su ga po Hrvatskoj i Sloveniji te su snimili video spotove za pjesme Rođen u gradu, Laku noć herojima i Proleteri dosade. Godine 2005. prešli su na snimanje novog albuma. Držeći se one Bolje mrtvi, nego kultni i legendarni! potražili su drugog izdavača. Godine 2007. potpisali su diskografski ugovor s Dallas Records/Denyken Musicom. S Denykenom su od srpnja 2007. do siječnja 2008. snimili Pilulu, svoj drugi album.

## Diskografija
- demo CD, 1999.[1]
- 2001., studijski album, Sound & Vision, 2001.[1]
- Pilula, studijski album, Dallas Records/Denyken 2007.[3][4][5][6][7][8]

## Članovi
Članovi su:
- Vujo - glas
- Ivo - gitara
- Ture - gitara
- Murko - bas
- Matko - bubanj

## Vanjske poveznice
- Facebook
- YouTube
- Discogs